# Pristimera coriacea
Pristimera coriacea là một loài thực vật có hoa trong họ Dây gối. Loài này được (Wright ex Griseb.) Miers miêu tả khoa học đầu tiên năm 1872.